# Coeficientes de forma
Los coeficientes de forma dan al constructor naval una aproximación matemática de la forma de un barco, relacionando ya sea el volumen o área que realmente ocupa la parte sumergida con el volumen o área que ocupa un paralelepípedo, un prisma o un paralelogramo que circunscribe el volumen o área sumergida. 
Con ellos se pueden obtener a partir de la eslora, calado y manga aproximaciones sobre su forma, velocidad, consumo y tipo de construcción: un coeficiente de bloque cercano a 1 es probablemente un granelero y si es mucho menor que 1 se trata probablemente de un veloz velero. Si se conoce el tipo de barco, un granelero por ejemplo, se pueden aproximar en la primera fase del diseño otros valores como la potencia del motor para obtener la velocidad requerida, el peso de la obra muerta, etc.
Para las fórmulas con que se calculan, se puede usar las abreviaturas:
L=Length=Eslora
B=Beam=Manga
T=Draft=Calado

## Volumen

Coeficientes de bloque de un barco.

Los coeficientes de volumen comparan el volumen realmente sumergido con el de un paralelepípedo o el de un prisma asociado a la forma del barco.

### Coeficiente de total o de bloque
Cb es la relación entre los volúmenes de la carena de un casco y el del paralelepípedo que lo contiene (L=Eslora, B=Manga (náutica) y T=Calado).
{\displaystyle C_{b}={\frac {V_{carena}}{V_{paralelepipedo}}}={\frac {V_{c}}{LBT}}}

### Coeficiente prísmático o longitudinal

Volumen de referencia para el cálculo del coeficiente prismático o longitudinal.

Se define como coeficiente prismático Cp a la relación entre el volumen de la carena y el volumen de un prisma cuya base tiene igual área que la sección maestra y de longitud su eslora (Am en verde en la figura inferior).
{\displaystyle C_{p}={\frac {V_{carena}}{V_{cilindro}}}={\frac {V_{c}}{A_{m}L}}}

## Área
Los coeficientes de área comparan el área de una superficie sumergida con la de un prisma que la circunscribe.

### Coeficiente de flotación

Áreas de referencia para el cálculo del coeficiente de flotación.

Se define como coeficiente de flotación (Cf) a la relación entre las áreas del plano de flotación (figura superior en celeste) y del rectángulo que la circunscribe.
{\displaystyle C_{f}={\frac {A_{flotacion}}{A_{rectangulo}}}={\frac {A_{f}}{LB}}}
<clear/>

### Coeficiente de sección maestra

Áreas de referencia para el cálculo del coeficiente de sección maestra.

Se define como coeficiente de sección maestra Cm a la relación entre las áreas de la sección maestra y la del rectángulo que la circunscribe.
{\displaystyle C_{m}={\frac {A_{maestra}}{A_{rectangulo}}}={\frac {A_{m}}{BT}}}